# 散策路
散策路（さんさくろ）とは、散策をするため定められたり（散策ルート）設けられた道。
日本では特に自治体で史跡を巡らせる目的や
余暇活動及び健康増進を図る目的などで、自治体内の公園園内や河川堤防天端
や、市区町村内そのものを散策するルートを散策路として指定し紹介していることがある。
美しい日本の歩きたくなるみち500選では、多くの散策路が選定されている。
登山道のうち、トレイル（en:Trail）、ウォーキング・トレイル（walking trail）の意味で散策路の名を使用される場合もある。

## ウッドランド・ガーデン

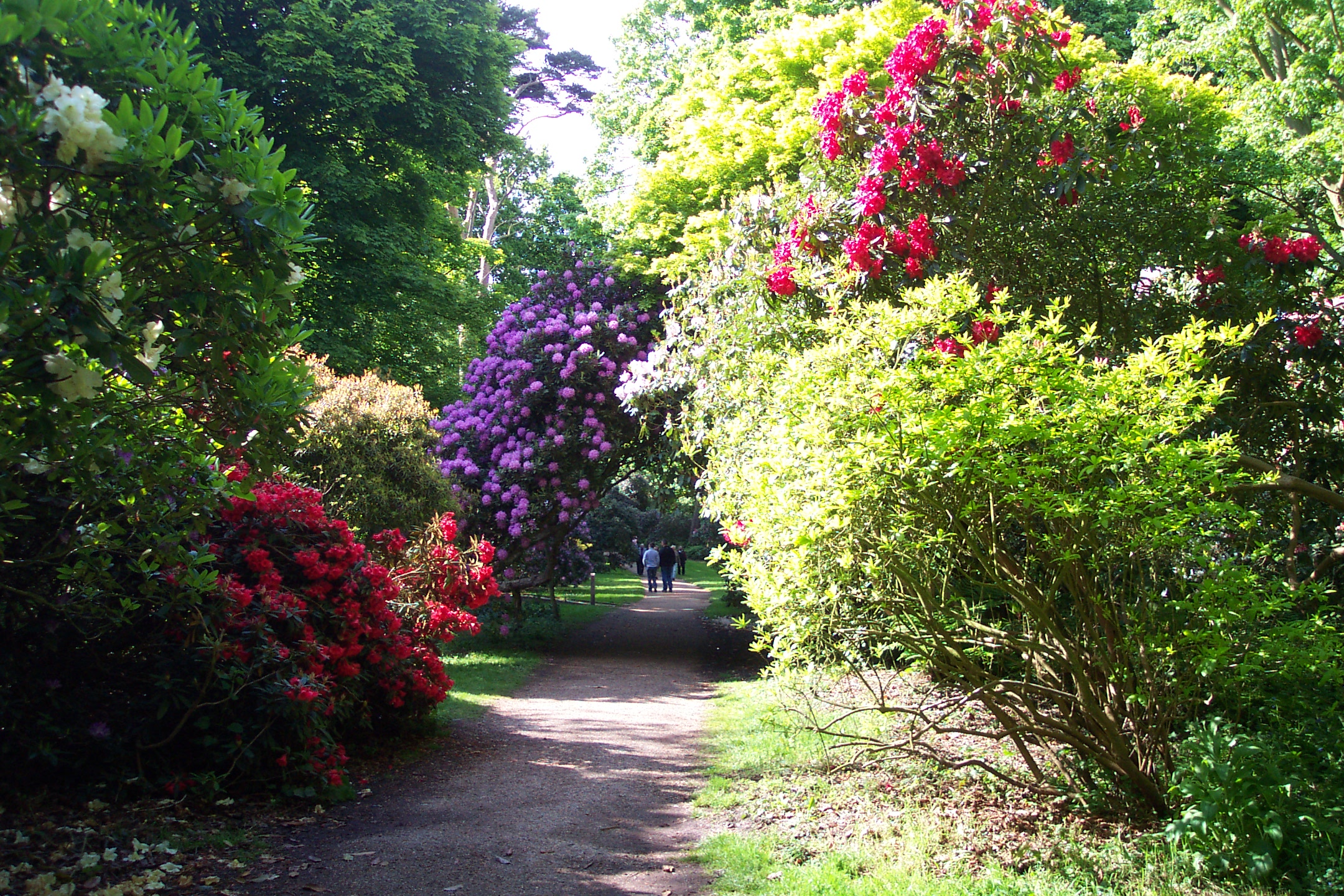
シェリンガム・パークのシャクナゲ庭園。元々はハンフリー・レプトンによるカントリーハウス・ガーデンで、世紀を越えてアーネスト・ヘンリー・ウィルソンによって多くの種が収集されている

ウッドランド・ガーデン（Woodland garden）とは、高木を取り込んで、多かれ少なかれ自然の森林地帯での散策路に「見えるように」作られた庭園空間またはその一角。大木が山中の雰囲気を醸し出すようにして森の中の気分になるのであるが、実際には人工的に切り開き森の中の雰囲気したものであることが多い。そして一般に、花を咲かせる低木やその他の観賞用植物が、特に再現した山の中を通る小道の脇に植栽されていることが多い。落葉樹の林を整え、その下草として四季折々の花が咲く植物を植栽して、山の中の散策という雰囲気を楽しむ。
この庭園様式は基本的に18世紀後半から19世紀にかけて考案された実現したものであるが、それ以前の庭園史の流れを汲んでいる。現在では世界のほとんどの地域で見られるが、植栽は地域や地元の条件によってかなり異なる。本来のイギリスの方式では通常、樹種はほとんどが地元の在来種であるが、一部の樹木と低木や花のほとんどは外来種である。
森林地帯の登山散策路を活用したものであると、自在種のみであると散策可能となっても自然保護区として紹介される傾向にある。しかし、例えばアメリカ合衆国では、多くのウッドランド・ガーデンが在来種または地域種のみであることを重要視しており、しばしば植物園としても紹介されている。しかし、両国とも非常に多くのウッドランド・ガーデンが在来種のみで植栽されてある。
両国とも、多くのウッドランド・ガーデンが花を植える際には非常に大きな花を咲かせる低木、特に多くの種類のシャクナゲをアジア種に依存している実態がある。当時「ペラルゴニウムがヴィクトリア朝のベディング構想 (bedding schemes) のためにあったように、シャクナゲはウッドランド・ガーデンのためにあった...。」のである。
類似の語にフォレストガーデニング (forest gardening) があるがこれは別の概念で、それのほとんどが鑑賞でなく食料生産用が主となっている。

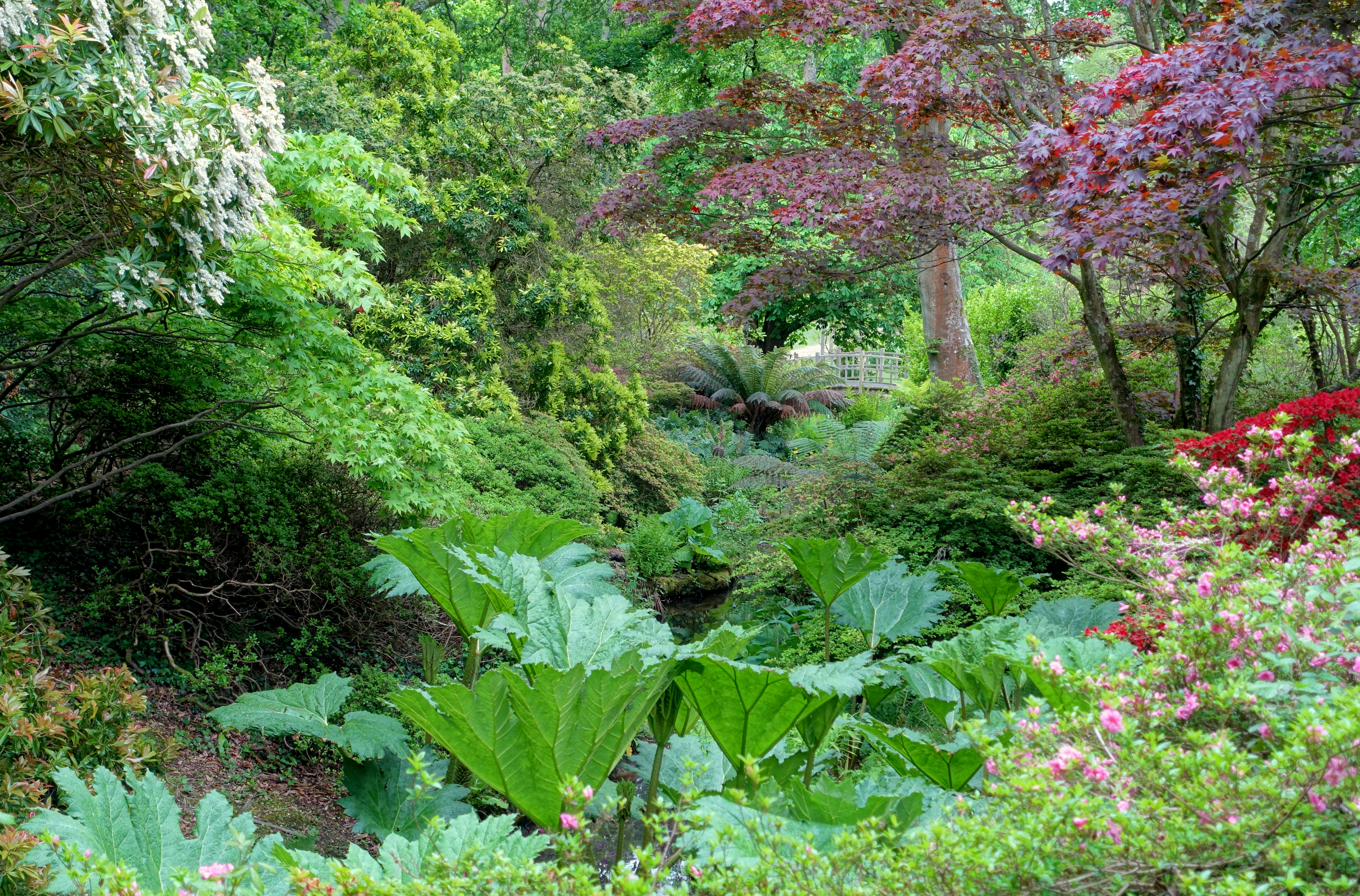
ウッドランド・ガーデン :en:Exbury Gardensの植栽。撮影日 June 1.

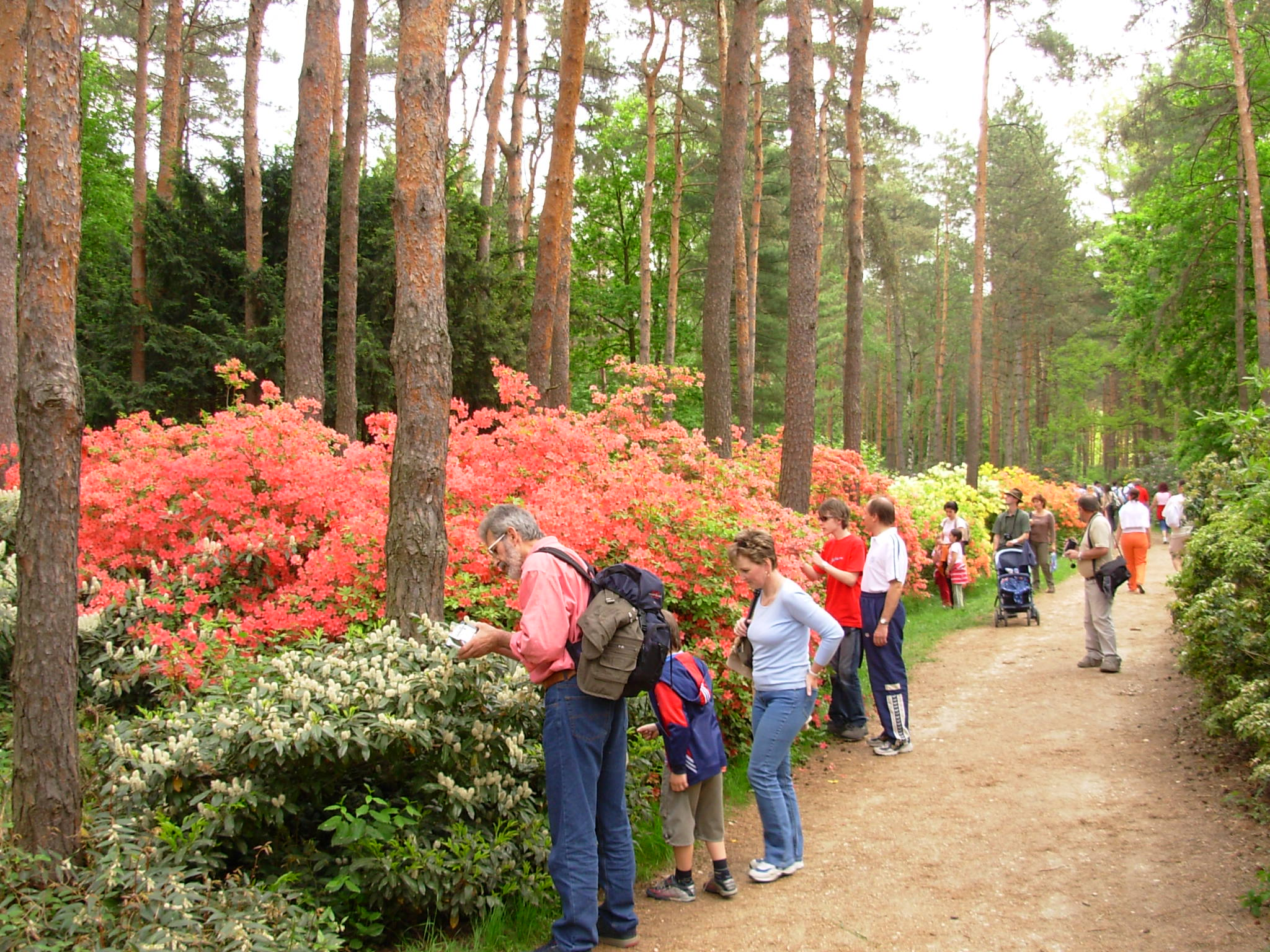
ハンガリーのジェリ樹木園

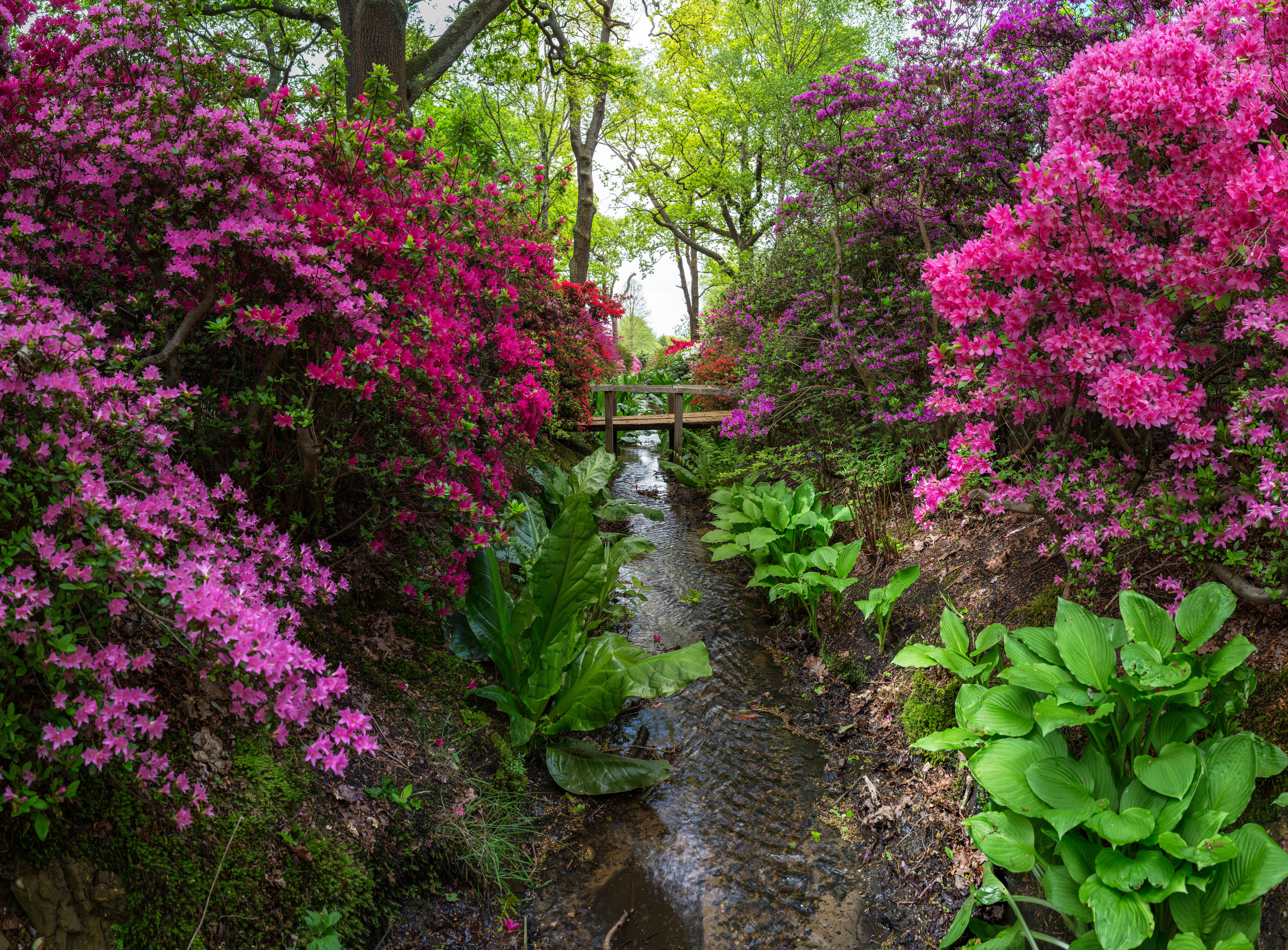
ロンドン近郊のリッチモンド公園にあるイザベラ農園の小川

1800年までにイギリスで知られていたヨーロッパやアメリカのシャクナゲは「淡いピンクやモーブ色」の花であったが、1820年代にインドから「鮮やかな緋色」の花をつける大型種が到着し、ヒマラヤや隣接地域で、他の多くの種類の植物も含めて1世紀以上続く植物採集の段階が始まったのである。1847年から50年にかけて、後にキューガーデンの園長になるジョセフ・ダルトン・フッカー卿が3年間行ったヒマラヤへの遠征は、イギリスの大規模庭園に急激な影響を与え、「石楠園」が誕生した。アジアの新しい植物は、一般に前世紀に渡来したアメリカよりも北ヨーロッパでうまく育てるのが簡単で、取って代わる傾向があった。
その中の1種であるセイヨウシャクナゲen:rhododendron ponticumは、問題のある侵入植物としてイギリス、アイルランド、ニュージーランドであまりにも目立つようになった。イギリスやスペイン西部とポルトガルに持ち込まれたと思われるのは北東部のトルコが原産である。
1763年にロッディジーズ家の苗師によって初めてイギリスに持ち込まれたが、当初はアメリカ種と同じ湿った環境を必要とすると考えられていたが、19世紀になるとそうではないことがわかり、この種は繁茂するようになった。1840年代には、地主たちがこの種を森林にまいて狩猟用の茂みを作っていた。
19世紀の庭園に影響を与えたもうひとつの園芸形態は、樹木園とその特殊なサブタイプのピネタム、一般的な樹木、しかし主に外来種や針葉樹の標本コレクションである。植物群別、地理的起源別、サイズと形状別、そして最後に最も一般的なのは色別である。多くの庭園は、所有者と設計者が本からしか知らなかった、エキゾチックで遠い風景、主にアジアの風景をできる限り再現しようとしたのである。

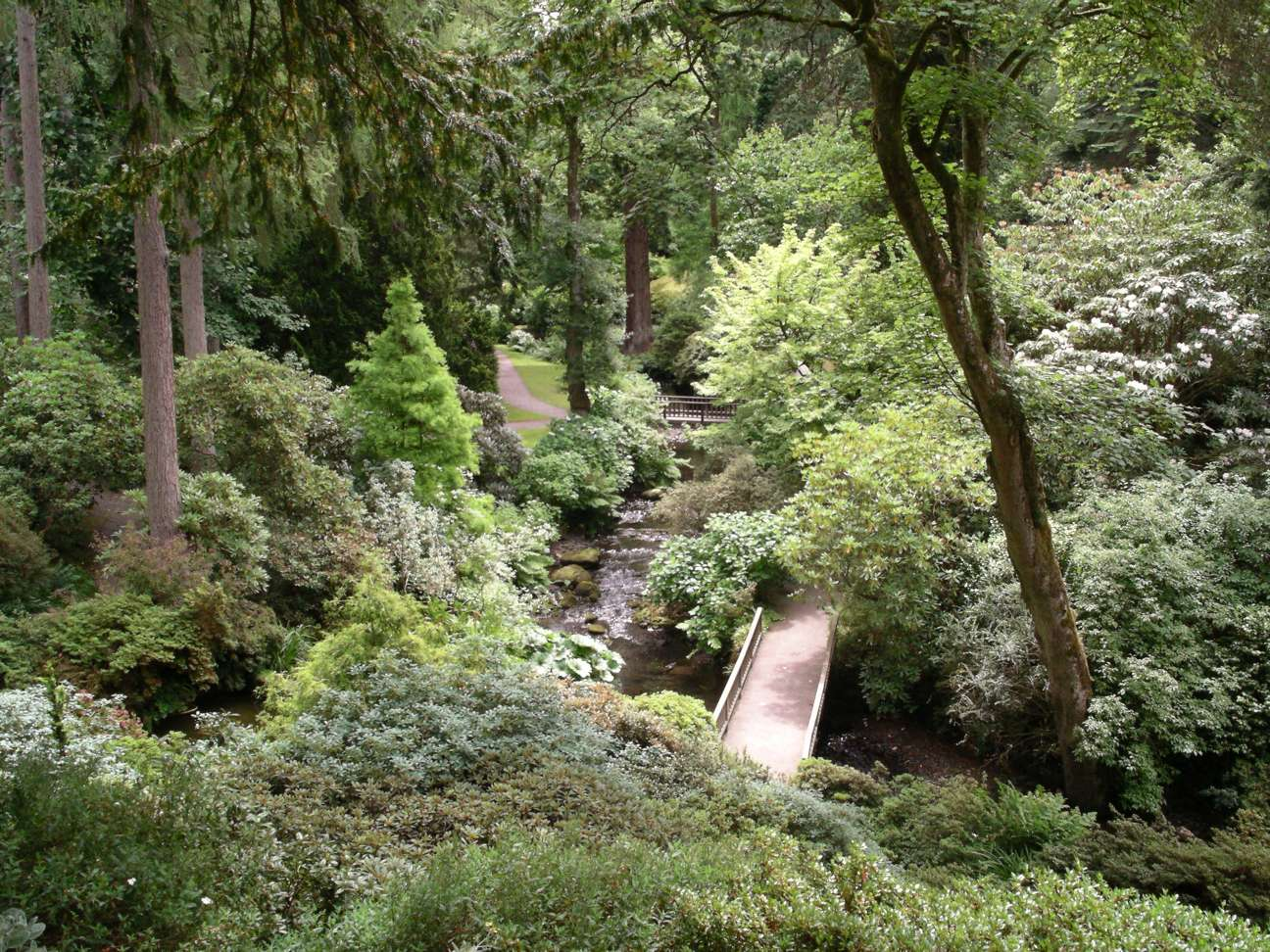
ボドナント・ガーデン（ウェールズ）

こうした庭園は1870年にものいう造園家であり作家でもあったウィリアム・ロビンソンによって『The Wild Garden』が出版されてから特に注目されるようになった。1881年版の「序文」でロビンソンは、これが本質的に「完全に丈夫な外来植物を、定着して自分の面倒を見る場所と条件の下に置くこと」を意味していると説明している 。この庭園においてロビンソンの影響は、特に落葉樹や低木の下や前に球根やその他の花を大量に植えることを意味し、ロビンソンは1885年に購入した en:Gravetye Manor の自分の庭で壮大なスケールで実践している。このようにロビンソンの思想は、ウッドランドガーデンに大きな影響を与えた。
1900年前後からの第二の決定的な影響は、中国南西部、特に雲南とヒマラヤ山麓の一部が、ジョージ・フォレスト や アーネスト・ヘンリー・ウィルソン などヨーロッパの植物収集家に対して開放されたことであった。これらの地域には、温帯気候でよく育つ花の咲く低木や樹木が数多くあり、農業にはほとんど使えない酸性土壌を好むことが多かった。ウッドランドガーデンは、鋭いが小さな輪郭を持つ土地で、間違いなく最もよく機能する。アジアの新しい植物のほとんどは、急峻な谷や丘陵が元の生息地であった 。
1860年代から1880年頃までに造られたノーサンバーランドのクラッグサイドにある急勾配の庭園は、この種の庭園の「先駆的な例とみなすことができる」し、その後30年間に他の庭園にもいくつか真似された。20世紀初期に金持ちによって開発された非常に広い庭園敷地では、比較的安い土地、それはしばしばすでに森林と化した場所を使った。 イーストサセックスのシェフィールド・パーク・ガーデンのような庭園は、18世紀のイギリスの風景式庭園のスタイルで作られた公園を引き継いでおり、その場合はランスロット・ブラウンとハンフリー・レプトンが共に取り組んでいた。またビクトリア朝の集約的で整形式な植林よりも一面積あたりの庭師の数が少なく済むようになっていた。チャールズ・クエスト・リットソン (Charles Quest-Ritson) によれば、「外来の低木や草本を色鮮やかに植えたウィリアム・ロビンソン様式の庭園は、1910年から1960年までイギリスの園芸を支配した」 とされている。
第一次世界大戦後、森風の庭のデザインに新たな潮流が生まれた。エリック・サヴィル（1895-1980）はウィンザー・グレート・パークのサヴィル・ガーデンとバレー・ガーデンの両方、少なくとも前者においては「グレーズと眺望が庭を構成する主要手段となり、色の塊は軽視された新しいスタイル」で設計したのである。
日本庭園からの影響

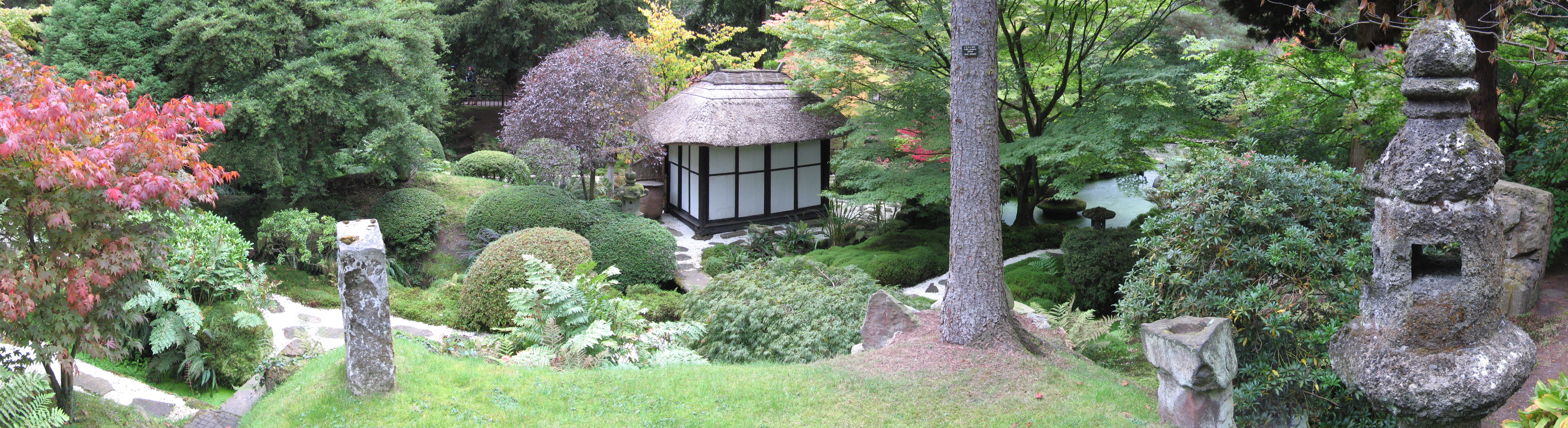
イギリス、タットン・パーク・ガーデンの日本庭園、9月下旬

1900年前後のもう一つの影響は日本庭園である。その独特の美学はジョサイア・コンドルの『Landscape Gardening in Japan』（en:Kelly & Walsh, 1893）によって西洋に普及した。コンドルはイギリス人建築家で、1877年から亡くなるまで、日本政府や他のクライアントのために日本で仕事をした。この本は、西洋の芸術における日本の影響というジャポニスムの一般的な流れがすでに確立していた頃に出版され、西洋で最初の日本庭園に火をつける。1912年には第2版が必要とされた。
日本の伝統的な庭園様式は、これまでに発展してきた西洋のウッドランドガーデンと多くの類似点を持っていたのである。そして日本庭園の人気が高まるにつれ、多くの日本庭園が公共の公園や庭園に加えられ、日本の植物や様式も西洋の庭園に広く浸透していった。
日本人は何世紀にもわたって園芸植物を育種してきたため、西洋に輸出されたもののほとんどは園芸品種であったが、それでも植物採集のコレクターは野生の中から有用なものを見つけてきていた。